# Bukoveț, Vrața
Bukoveț (în bulgară Буковец) este un sat în comuna Beala Slatina, regiunea Vrața,  Bulgaria. 

## Demografie
Componența etnică a satului Bukoveț
     Bulgari (92,57%)
     Nicio identificare (7,42%)
     Altele (0%)
La recensământul din 2011, populația satului Bukoveț era de 202 locuitori. Din punct de vedere etnic, majoritatea locuitorilor (92,57%) erau bulgari. Pentru 7,42% din locuitori nu este cunoscută apartenența etnică.